# Geirangerfjord
Geirangerfjord (norveški: Geirangerfjorden) je fjord u općini Stranda, pokrajine Sunnmøre u županiji Møre og Romsdal, sjeverna Norveška. On je zapravo 15 km dug rukavac Velikog fjorda Storfjord, a ime je dobio po malom selu Geiranger koje se nalazi na njegovom kraju gdje se u njega ulijeva rijeka Geirangelva. 
Ovaj fjord je jedno od najsposjećenijih turističkih atrakcija u Norveškoj, iako postoje planovi za izgradnju električnih kabela preko njegovog klanca čime bi se ugrozio njegov status neirnute prirode i naštetilo turizmu Uz njegove obale nalaze se slikovite napuštene farme Skageflå, Knivsflå i Blomberg, od kojih se posljednje dvije mogu posjetiti samo brodom. Turističkim trajektom koji čini obilazak fjorda upravlja tvrtka Fjord1 Nordvestlandske, a povezuje malene gradove Geiranger i Hellesylt na kraju lijevog (manjeg) rukavca fjorda.
Geirangerfjord, zajedno s Nærøyfjordom čini izniman krajolik strmih kristalnih stijena koje se uzdižu i do 1400 metara iznad površine mora, te imaju dubinu do 500 metara. Njihov krajolik ima nekoliko prirodnih fenomena kao što su podmorske morene i morski sisari. Zbog toga su ovi fjordovi upisani na popis mjesta svjetske baštine u Europi 2005. godine.
Geirangerfjord ima i nekoliko slapova koji se slijevaju niz njegove stijene, od kojih su najpoznatiji "Seda sestara" i "Prosilac". Oni se nalaze na istom dijelu fjorda, te se kaže kako "Prosilac" pokušava zavesti "Sestre" koje se nalaze na drugoj strani fjorda. Još jedan obližnji slap ima prepoznatljiv oblik i nazvan je "Vjenčani veo".
Geirangerfjord je u stalnoj opasnosti od klizišta s planine Åkerneset, pri čemu bi nastali cunami mogao zbrisati naselja Geiranger i Hellesylt.
- Slapovi "Sedam sestara" i "Prosilac" u Geirangerfjordu
- "Sedam sestara" u Geirangerfjordu (1890. – 1905.)
- "Prosilac"
- Panorama fjorda s naseljem Geiranger
- Zavoj u fjordu

## Vanjske poveznice
- Turističke informacije (engl.)